# Regionförstoring
Regionförstoring är ett geografiskt begrepp som innebär att lokala arbetsmarknadsregioner växer samman, och regioners studieunderlag förstoras. 
Detta sker bland annat genom att kommunikationerna i området byggs ut, vilket möjliggör pendling från landsbygd och mindre orter till arbete eller studier i större orter - eller omvänt. 
Möjligheterna till kulturliv och evenemangsverksamhet underlättas, genom att fler får möjligheter att nå kultur- och evenemangsverksamhet, samt att dessa verksamheter därmed får tillgång till en större publik. Även deltagande i föreningsliv underlättas.
Avgörande för regionförstoring är alltså hur kommunikationerna och infrastrukturen ser ut i området. 
Genom att öka storleken på arbetsmarknadsregionerna, kan regionförstoringen ses som ett konkurrensmedel för att stärka regionen och dess arbetsmarknad, dess kultur-, närings- och föreningsliv, samt dess generella attraktionskraft och variationsrikedom. Nackdelar kan vara långa restider för pendlare, ökad miljöpåverkan (genom ökat resande) och att olika lokala funktioner kan bli nedlagda eller flyttade till regionernas större orter.
Exempel på svenska infrastrukturprojekt som syftat till regionförstoring är Öresundsbron, Botniabanan, Projekt E4-Sundsvall, ombyggnationen av Mälarbanan samt nya Svealandsbanan.